# Jason Weston
Jason Weston (* 12. Januar 1971) ist ein englischer Snookerspieler.

## Karriere
Die lange Snookerkarriere von Jason Weston begann als 20-Jähriger mit einem erfolgreichen Start in die Snooker Main Tour. Bei der Benson & Hedges Satellite Championship 1991 besiegte er reihenweise die Mitbewerber teilweise klar und wurde erst im Halbfinale von Ken Doherty gestoppt, der danach das Turnier gewann. Bei den British Open erreichte er die Runde der letzten 32. Bei fünf weiteren Turnieren einschließlich der Weltmeisterschaft erreichte er vierte Runde. In der Saison 1992/93 war er ähnlich erfolgreich und kam bei den European Open unter die letzten 32 und unterlag dort Ronnie O’Sullivan. Drei weitere Turniere endeten für ihn jeweils eine Runde früher. Er kam bis auf Platz 73 der Snookerweltrangliste und konnte sich fürs Erste auf der Main Tour etablieren.
Bei der WM 1994 schied Weston in der vorletzten Qualifikationsrunde vor der Hauptrunde der letzten 32 gegen Brian Morgan aus, zuvor hatte er das Achtelfinale beim ersten Turnier der Strachan Challenge erreicht. Ein Jahr später erreichte er bei der WPBSA Minor Tour im ersten Turnier das Halbfinale. Da beides Einladungsturniere waren und er sonst nicht mehr über die Runde der letzten 64 hinaus kam, blieb er in der Snookerweltrangliste jenseits von Platz 100. Die Saison 1995/96 bedeutete dann einen Rückschlag, als er bei jedem Turnier spätestens in der Runde der letzten 128 ausschied. 1996/97 konnte er sich aber davon erholen und erreichte wieder höhere Runden. Er verpasste bei den German Open um eine und bei der Snookerweltmeisterschaft um zwei Runden die Runde der letzten 32 und schied bei den Welsh Open und bei den International Open jeweils in der ersten Hauptrunde aus.
Trotzdem war er in der Zweijahreswertung nicht hoch genug platziert, um sich auf der Main Tour zu halten, und spielte deshalb 1997/98 auf der neu eingeführten UK Tour. Danach kehrte er für die Saison 1998/99 wieder auf die Main Tour zurück. Es folgte ein Auf und Ab zwischen Main Tour und UK Tour beziehungsweise deren Nachfolger, der Challenge Tour. Seine besten Ergebnisse in dieser Zeit waren die Runde der letzten 48 beim Thailand Masters und die Runde der letzten 80 bei der Snookerweltmeisterschaft 2002. Letzteres Ergebnis bescherte ihm Platz 5 in der Endwertung der Challenge Tour 2001/02.

### Krankheit und späte Rückkehr
Danach erkrankte Jason Weston an ME/CFS und ließ stark in seiner Leistung nach. 2003 nahm er letztmals an der WM teil und in der Saison 2003/04 konnte er nur noch bei einem Turnier der Challenge Tour antreten und verlor mit 0:4. Danach beendete er seine Profikarriere.
Mit den Jahren bekam er die Erkrankung besser in den Griff und fand, bestärkt durch seine Familie, den Spaß am Spiel wieder. 2014 nahm er erstmals an der Q School teil, über die man sich für die Main Tour qualifizieren konnte. Mehr als ein Sieg über einen portugiesischen Amateur gelang ihm aber nicht. Im Jahr darauf schaffte er dann jedoch im zweiten Q-School-Turnier den Durchmarsch durch seine Gruppe und den abschließenden Sieg gegen Kuldesh Johal. Damit qualifizierte er sich im Alter von 44 Jahren noch einmal für die nächsten beiden Spielzeiten der Profitour.
In seinem ersten Comeback-Jahr erreichte er lediglich bei den Turnieren der Players Tour Championship viermal die zweite Runde, bei den regulären Main-Tour-Turnieren verlor er jeweils sein Auftaktmatch. In der folgenden Saison gewann Weston lediglich beim Snooker Shoot-Out ein Spiel und verlor somit als sechstletzter der Weltrangliste erneut seinen Main-Tour-Platz. Kurz danach versuchte er sich über die Q School wiederzuqualifizieren, doch nach einer Auftaktniederlage beim ersten Event schied er beim zweiten Event in der zweiten Runde aus.